# Hamngatan, Hjo

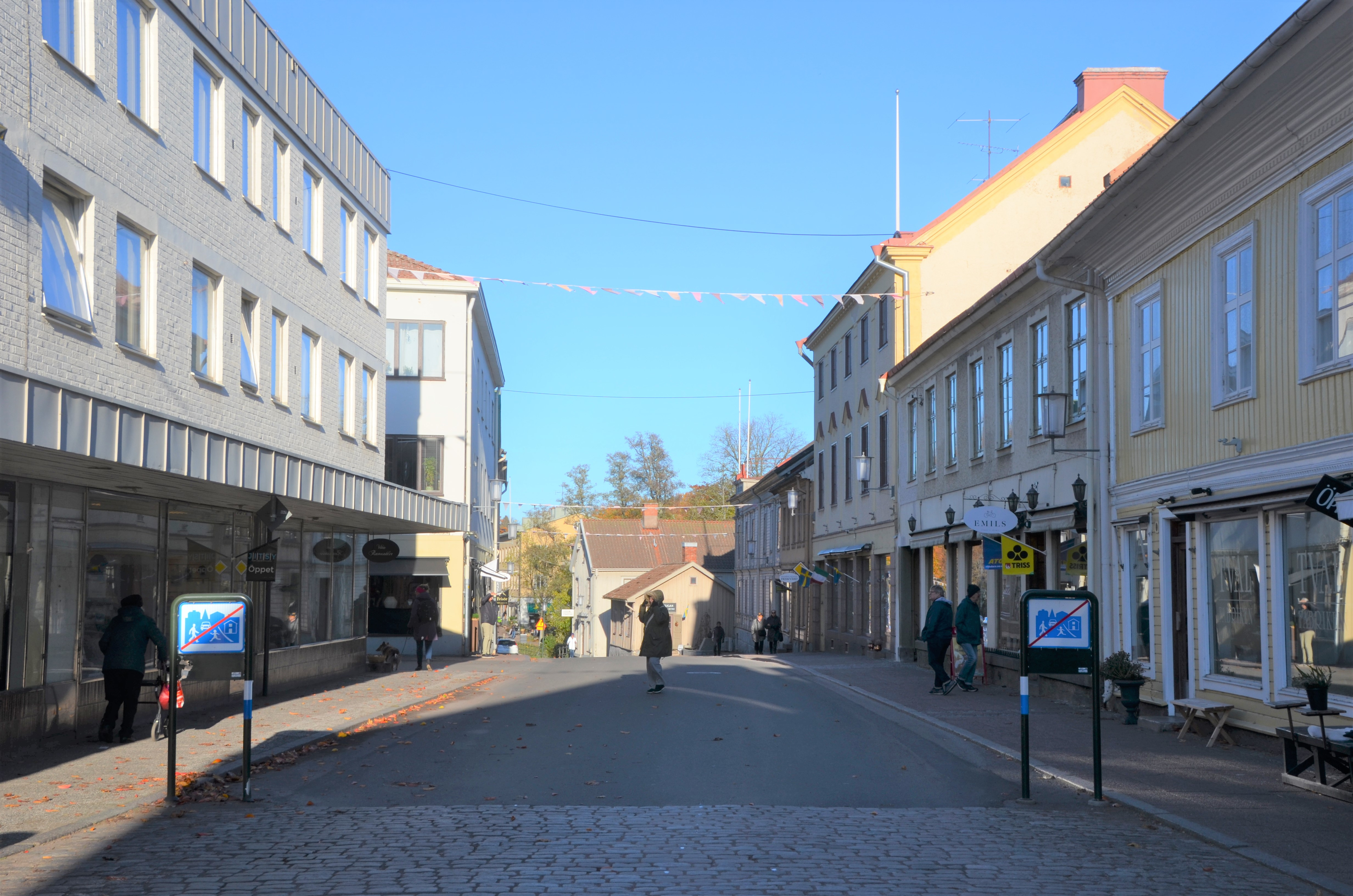
Hamngatan norrut från Stora Torget

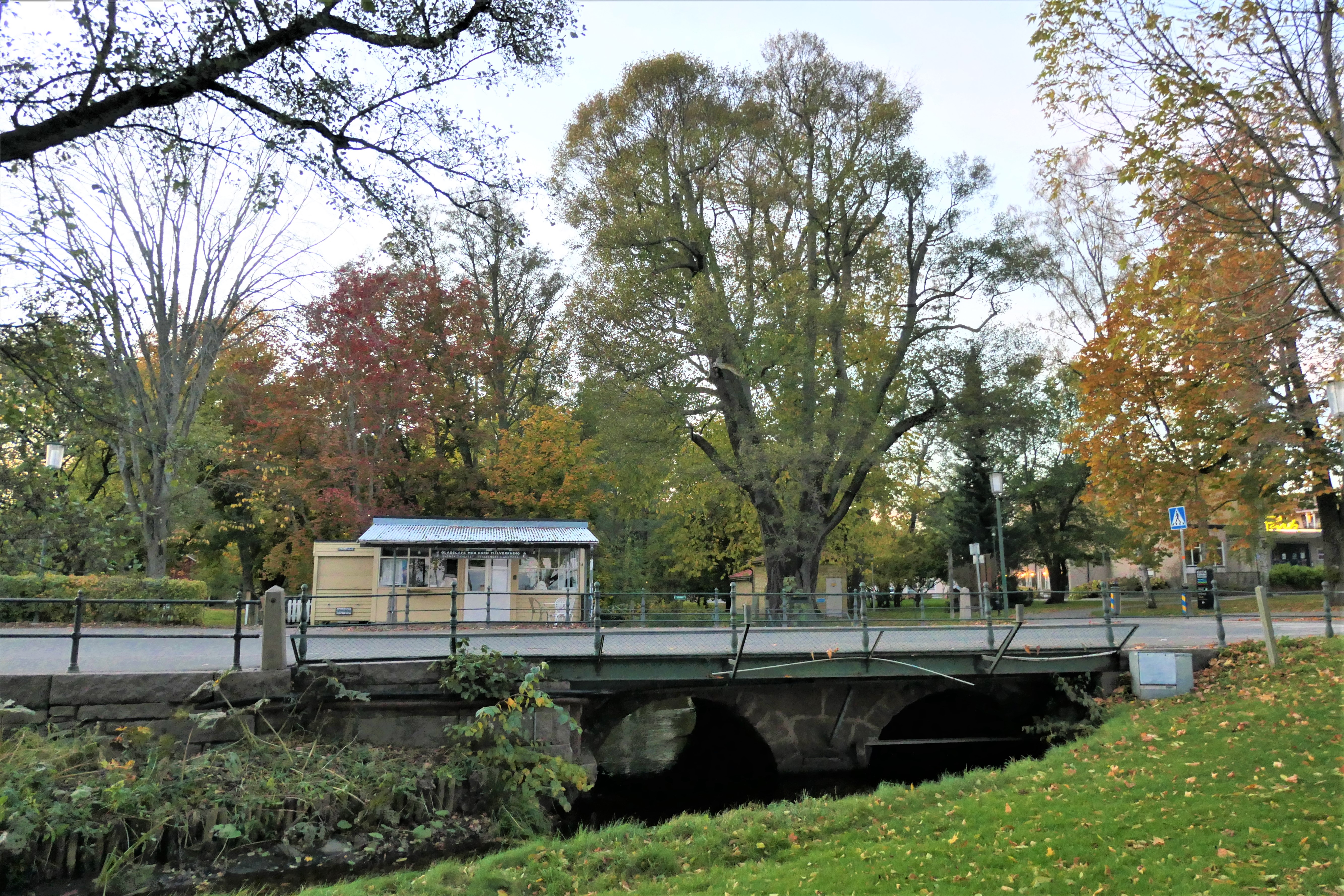
Hamngatan och Norrbro österifrån, med Gamla staden åt vänster, Nya staden åt höger. Kiosken vid bron ritades av Birger Jonson 1933. Klibbalen till höger om kiosken i Samskoleparken är en av de största i Sverige.

Hamngatan är en gata i centrala Hjo, som knöt samman Gamla staden och Nysta'n i den från senare delen av 1800-talet tudelade stadskärnan.
Hamngatan var under medeltiden den norra infarten till Hjo, omedelbart söder om Hjoån och den dåvarande hamnen i Hjoåns mynning för överfart över Vättern till Hästholmen i Östergötland. Strax norr om bron vid Norrtull möttes de två landsvägarna västerifrån från Skövde genom en öppning i Hökensås, respektive norrifrån längs Vättern från Örebro och Askersund. Det första huset i staden på Hamngatan var Tullhuset vid Norrtull, som står där än idag.
Så sent som vid mitten av 1800-talet var namnet Norra gatan och löpte då från Stora Torget och ner till Norrtull vid bron över Hjoån. I samband med anläggandet av Nya staden, eller Nysta'n, Hjo–Stenstorps Järnväg och Hjo vattenkuranstalt på 1870-talet förlängdes gatan ett par kvarter norrut förbi den då nyanlagda Samskoleparken fram till Floragatan och Hjo station. Gatans sträckning blev därmed omkring 400 meter.
År 1901 ersattes Norrbro i trä med en stenbro med två valv. Denna breddades sedermera. Vid bron passerar Hamngatan det 2001 inrättade naturreservatet Hjoåns dalgång över ån och dess stränder över en tio meter bred strimla.
Gatumiljön på den östra delen av Hamngatan i Gamla stan är i huvudsak intakt från slutet av 1800-talet, med Tullstugan vid tidigare Norrtull som troligen det äldsta huset.

## Byggnader
| Namn                                      | Adress                          | Kvarter       | Beskrivning | Koordinater                                          | Bild |
| ----------------------------------------- | ------------------------------- | ------------- | --- | ---------------------------------------------------- | ---- |
|                                           | Stora Torget 1 / Hamngatan 1 1, | Källaren 2    | Affärshus uppfört 1965 efter ritningar av S. Hallbergs Arkitekt- och konstruktionsfirma i Tibro. | 58°18′05.7″N 14°17′19.7″Ö / 58.301583°N 14.288806°Ö  |      |
|                                           | Hamngatan 2                     | Långan 7      | Tvåvånings bostadshus från mitten av 1800-talet vid torgets nordöstra hörn, med gammal timmerstomme. | 58°18′04.8″N 14°17′19.9″Ö / 58.301333°N 14.288861°Ö  |      |
|                                           | Hamngatan 3                     | Anden 1       | Bostads- och affärshus i tre våningar, ritat 1936 av Iwan Wennerlund i Örebro. | 58°18′06.5″N 14°17′21.5″Ö / 58.301806°N 14.289306°Ö  |      |
| Forsmansgården                            | Hamngatan 4                     | Långan 6      | Bostadshus från omkring 1850 i två våningar. | 58°18′05.2″N 14°17′20.4″Ö / 58.301444°N 14.289000°Ö  |      |
| Röhsska huset                             | Hamngatan 5                     | Anden 2       | Huset uppfördes på 1880-talet som bostad för häradsdomaren Harald Röhss (1838–1902). Det ombyggdes 1933 efter ritningar av Gunnar Johansson i Ulricehamn. Utbyggnad på tomten med ny huslänga utmed Hamngatan har diskuterats. | 58°18′08″N 14°17′22″Ö / 58.30222°N 14.28944°Ö        |      |
|                                           | Hamngatan 6                     | Långan 5      | Bostadshus från omkring 1850 i två våningar i en fastighete, som varit handelsgård åtminstone sedan 1900. | 58°18′05.5″N 14°17′21.1″Ö / 58.301528°N 14.289194°Ö  |      |
|                                           | Hamngatan 8                     | Långan 4      | Bostadshus med affärslokaler i bottenvåningen, ritat av Jacob J:son Gate och uppfört 1923. | 58°18′05.6″N 14°17′21.6″Ö / 58.301556°N 14.289333°Ö  |      |
|                                           | Hamngatan 10                    | Långan 3      | Bostadshus uppfört före 1860 i två våningar, som har portlider och gårdsinteriör gemensam med Långan 2. | 58°18′06.2″N 14°17′22.2″Ö / 58.301722°N 14.289500°Ö  |      |
| Hotell Royal                              | Hamngatan 12                    | Långan 2      | Bostadshus byggt 1844 i två våningar, som till 1971 inrymde Hotell Royal. Ombyggt 1974. | 58°18′07.1″N 14°17′23.5″Ö / 58.301972°N 14.289861°Ö} |      |
| Färgaregården                             | Hamngatan 14                    | Långan 1      | Huset är ett timrat bostadshus med lockpanel i två våningar från omkring 1830 till en tidigare stor färgaregård från 1800-talet. | 58°18′07.9″N 14°17′24.4″Ö / 58.302194°N 14.290111°Ö  |      |
| Tullstugan                                | Hamngatan 14                    | Långan 1      | Den knuttimrade Tullstugan vid Norrtull är byggd för 1750 och har en fasad av ljusbeige locklistpanel. | 58°18′07.6″N 14°17′23.6″Ö / 58.302111°N 14.289889°Ö  |      |
| Kiosken vid Norrbro                       | Hamngatan 3                     | Anden 2       | Glasskiosken var ursprungligen ett sommarkafé för Nya konditoriet i Röhsska huset, längst ner i trädgården. Kiosken är ritad av Birger Jonson 1933. | 58°18′09.5″N 14°17′25″Ö / 58.302639°N 14.29028°Ö     |      |
| Kulturkvarteret Pedagogien                | Floragatan / Bangatan           | Pedagogien 10 | Samrealskolan från 1860-talet, bibliotekshuset från 1988 och Medborgarhuset Park från 1954 har under 2010-talet länkats samman och kompletterats med en låg entrébyggnad i glas och sten. | 58°18′12.2″N 14°17′25.7″Ö / 58.303389°N 14.290472°Ö  |      |
| Medborgarhuset Park                       | Bangatan 1                      | Pedagogien 10 | Byggdes 1954 som ett medborgarhus av "Hjo Byggnadsförening för samlingslokal". Park har en salong för teater och biograffilm, serveringslokal, dansrotunda och en lokal för hantverksföreningen. Fasaden är av gulbeige kalkslammat tegel och lättbetong. | 58°18′11.9″N 14°17′24.8″Ö / 58.303306°N 14.290222°Ö  |      |
| Hjo samrealskola                          | Bangatan 1                      | Pedagogien 10 | Ett gult slätputsat tvåvåningshus från 1862 var skolhus till 1964, som ursprungligen som statlig pedagogi till 1893, 1898–1912 som Hjo samskola, 1912–1951 som kommunal mellanskola och från 1951 samrealskola. Huset byggdes till 1957. Numera ihopbyggt med biblioteksgrannhuset från 1988 och Medborgarhuset Park från 1954 till Kulturkvarteret Pedagogien. | 58°18′13″N 14°17′26″Ö / 58.30361°N 14.29056°Ö}       |      |
|                                           | Hamngatan 16                    | Vågen 1       | Bostads- och affärshus uppfört 1935 för köpmannen Bernhard Bohlin (1876–1948), ritat av Birger Jonson. | 58°18′10.7″N 14°17′28″Ö / 58.302972°N 14.29111°Ö     |      |
| Tidigare varuhuset Domus i Kvarteret Åran | Hamngatan 18                    | Åran 2        | Kvarteret Åran byggdes 1964 som en envånings varuhall med restaurang för ett Domusvaruhus. Byggnaden ritades av Valdemar Hagström. | 58°18′11.7″N 14°17′29.2″Ö / 58.303250°N 14.291444°Ö  |      |